# Timoteo (scultore)
Timoteo (fl. IV secolo a.C.) è stato uno scultore greco antico.

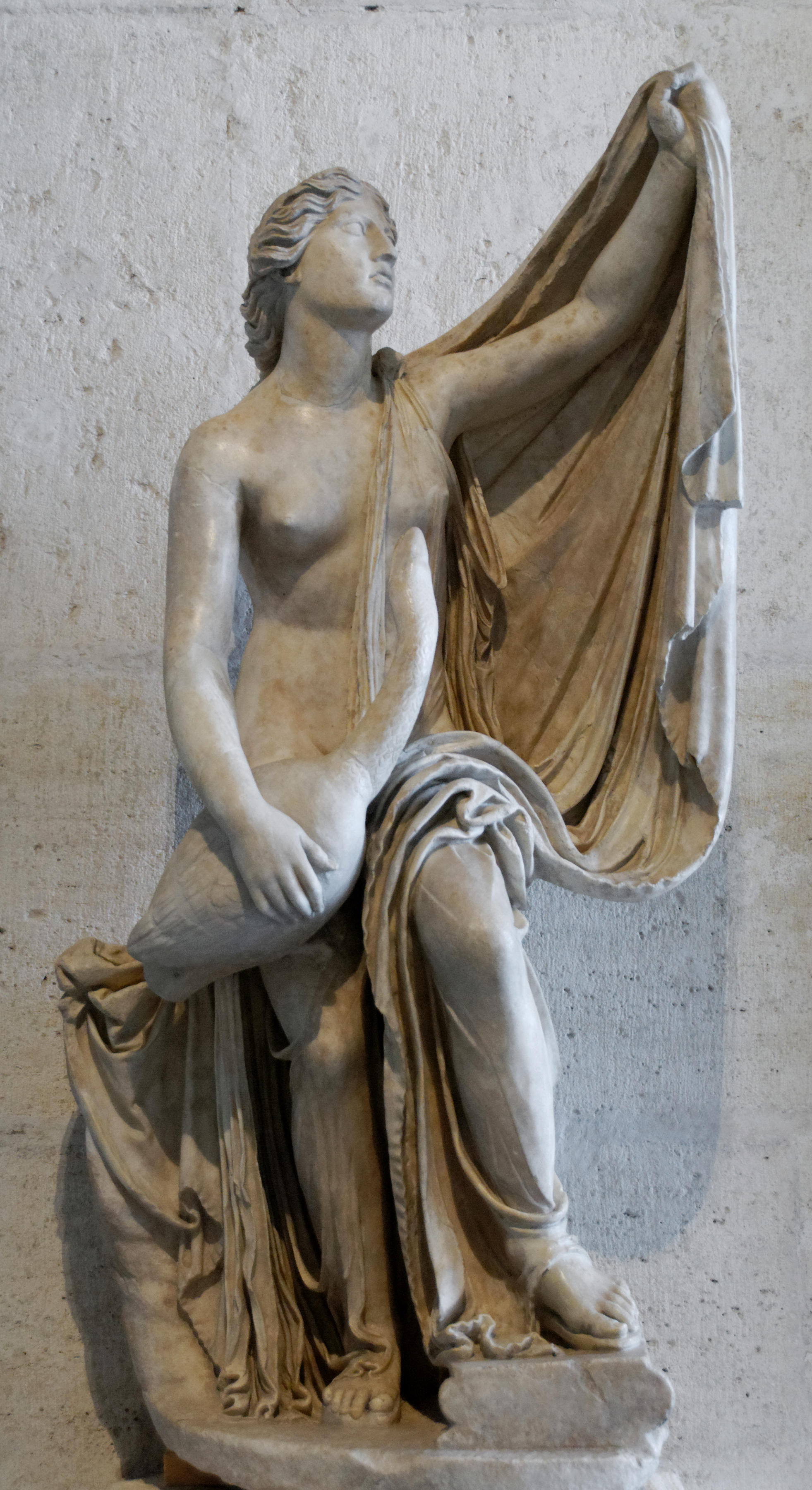
Statua di Leda con il cigno, opera marmorea di età adrianea, possibile copia da un originale di Timoteo. Roma, Musei Capitolini S 302.

Nato forse a Epidauro, ma di formazione ateniese, fu attivo tra il 380 e il 350 a.C.

## Biografia
La nostra conoscenza della sua biografia è legata alla partecipazione a due dei più importanti cantieri del IV secolo a.C.: il tempio di Asclepio a Epidauro e il mausoleo di Alicarnasso ai quali collaborò con fregi e sculture. Le scarse opere sicuramente attribuibili a Timoteo lo collocano nella corrente manieristica postfidiaca della quale mostra di aver ben assimilato il calligrafismo ed il gusto per il chiaroscuro; in particolare egli appare vicino a Callimaco presso il quale può aver svolto il proprio apprendistato a seguito di una comune origine peloponnesiaca. Tra le altre opere attribuite dalle fonti troviamo una immagine di Asclepio (o un Ippolito seguendo la tradizione locale) a Trezene (Pausania, II, 32, 4) e una Artemide che si conservava a Roma nel tempio di Apollo Palatino (Plinio, Nat. hist., XXXVI, 32), portatavi da Augusto e forse riprodotta sulla base di Augusto al Museo Correale di Terranova. Vitruvio riferisce di un Ares eseguito forse in collaborazione con Leocare per l'acropoli di Alicarnasso (De architectura, II, 8, 11).

## Il tempio di Asclepio a Epidauro

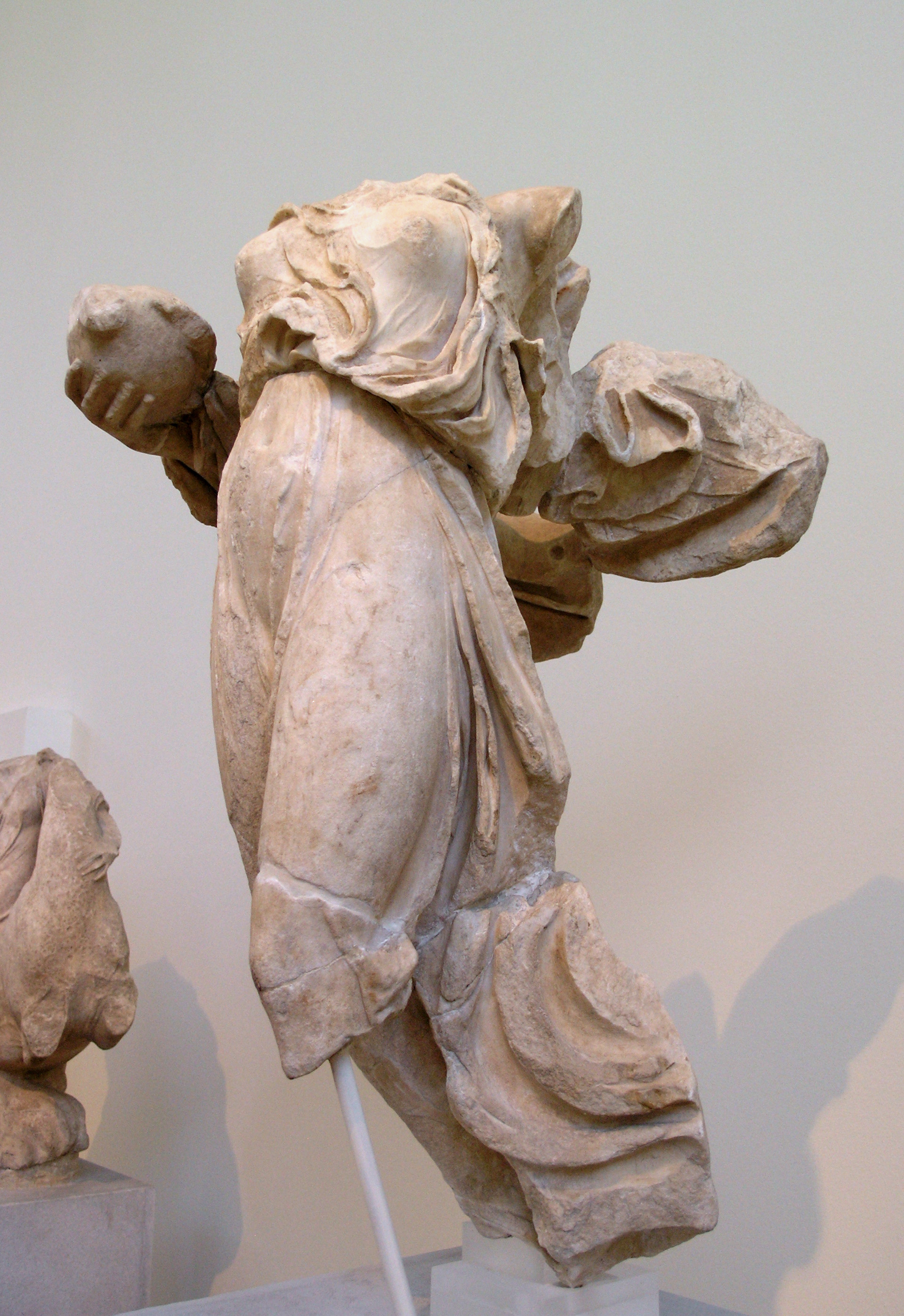
Nike, acroterio centrale del frontone occidentale del tempio di Asclepio a Epidauro. Atene, Museo archeologico nazionale 155.

Nessuna fonte letteraria menziona questa attività giovanile di Timoteo, la sua partecipazione alla decorazione del tempio di Asclepio è testimoniata soltanto dall'iscrizione con il resoconto delle spese, rinvenuta negli scavi del tempio da Panagiotes Cavvadias nel 1885 (I.G. IV2 102), dove risulta il pagamento a Timoteo come esecutore di non meglio specificati rilievi (typoi) e come scultore degli acroteri per uno dei frontoni del tempio, che si ritiene più frequentemente essere quello occidentale, benché permangano pareri non concordi. La lastra con l'iscrizione ricorda la presenza di altri tre scultori, inoltre la scarsa omogeneità stilistica che si riconosce tra i resti della decorazione del tempio ha condotto ad ipotizzare una collaborazione tra pari e l'assenza di una direzione stilistica unitaria. Nicholas Yalouris (e altri prima di lui) interpretando la parola typos come 'modello' o 'bozzetto' e considerando alcuni elementi che accomunerebbero i due frontoni, ha ritenuto possibile ipotizzare una partecipazione più ampia di Timoteo nella progettazione della decorazione scultorea, lasciandone tuttavia l'esecuzione alle differenti mani degli scultori nominati dall'iscrizione e alle rispettive botteghe.
Gli acroteri del frontone occidentale, in marmo pentelico, sono quasi interamente conservati al Museo archeologico nazionale di Atene (nn. inv. 155-157, rispettivamente acroterio centrale, destro e sinistro). Alla mano di Timoteo viene attribuita la figura centrale, una Nike, mentre le due laterali, due fanciulle con cavallo (probabilmente due Aure), sono ritenute opere di bottega.

## Il mausoleo di Alicarnasso
Ancor più congetturali sono i tentativi di riconoscere la figura di Timoteo tra gli scultori del mausoleo di Alicarnasso (Plinio, Nat. hist., XXXVI, 30-31; Vitruvio, De architect., VII) dove doveva comparire come uno dei collaboratori più anziani.

## Leda con il cigno

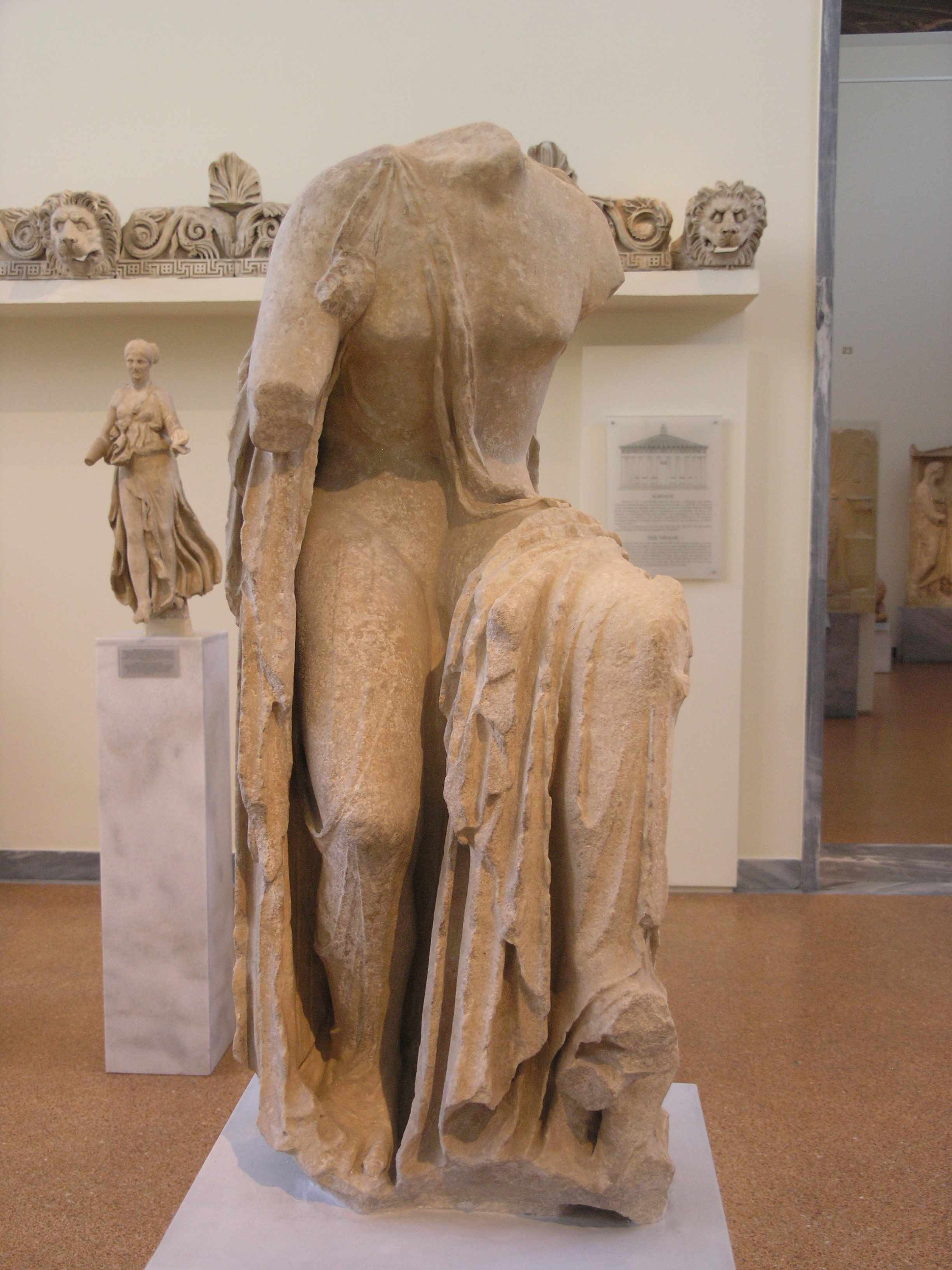
Statua di Igea, attribuita a Timoteo. Atene, Museo archeologico nazionale 299.

Tra le attribuzioni effettuate su base esclusivamente stilistica a partire dagli acroteri di Epidauro vi è la Leda con il cigno la cui tipologia è conosciuta attraverso una dozzina di copie ellenistiche e romane, e che non si allontana dal generico indirizzo attico al quale Timoteo si attiene. Alcuni studiosi (Adolf Furtwängler, ad esempio) pur mantenendo l'attribuzione a Timoteo ritengono quest'opera una rielaborazione di una tipologia appartenente già al V secolo a.C.
In base ai confronti stilistici con la Leda, per la complementarità nel trattamento del nudo e del panneggio, viene attribuito a Timoteo un originale in marmo proveniente da Epidauro e conservato al Museo archeologico nazionale di Atene, che si ritiene rappresenti Igea.